# Cosaques noirs
Les Cosaques Noirs (en ukrainien : Чорні запорожці, littéralment : Zaporogues noirs) est l’une des unités de l'Armée populaire ukrainienne opérant entre 1918 et 1920. Elle est aussi connue sous le nom de « Zaporogues noirs », ou « Tchornoshlichniki » ; le nom complet étant la division de cavalerie du 2e régiment de Zaporijjia (plus tard le 1er régiment noir de Zaporija).

## Création
Le corps des Cosaques noirs est créée le 11 février 1918 à Jytomyr pour participer à la Guerre soviéto-ukrainienne et à la Première campagne d'hiver. C'est tout d'abord une petite unité de reconnaissance qui se trouve rattachée aux bataillons de la brigades de Zaporijjia. Ils participent aux libérations de Poltava, Kharkiv, Oleksandrivsk (ancien nom de Zaporijjia), Marioupol et la Crimée. Le 3 mai 1918, l'unité, composée désormais d'une centaine d'hommes, est positionnée à Svatova Loutchka.
Du 6 décembre 1919 au 6 mai 1920, elle participe à sa première campagne d'hiver lors de la guerre soviéto-polonaise, en particulier aux batailles près de Sydorov. Les Zaporogues noirs participent aux durs combats du 10 au 21 novembre 1920 puis se retrouvent internés en Pologne et l'unité sera finalement dissoute en 1923.

Le commandant de l'armée ukrainienne, Mykhailo Omelianovych-Pavlenko, déclare à leur propos 

« Rarement une unité de l’armée pouvait s’enorgueillir de posséder des trophées de bataille aussi importants que les Noirs : des dizaines de canons de gros et de petits calibres, des centaines de mitrailleuses, des milliers de prisonniers, sans parler des wagons. Nulle part ailleurs, il n’y eut plus de morts et de blessés au combat que chez les Chorny (les Noirs). Le colonel Dyachenko lui-même a été blessé plus d’une fois. ... Je me souviens des récits des médecins et des infirmières de Stanislaviv qui s’étonnaient de la résistance inouïe des Noirs : ‘Nous n’avions jamais vu de tels hommes de fer’, m’a dit la sœur. »

## Uniformes
La première mention du fait que les chaussures et Tcherkeska noirs étaient utilisés par la centaine de chevaux du 2e régiment de Zaporijjia remonte au 29 avril 1918, lorsqu'un défilé eut lieu à Poltava en l'honneur de la prise de la ville par les troupes ukrainiennes.
L'uniforme se composait de : casquettes noires (pour les officiers, griffonnées ; pour les cosaques, rayées) avec un pantalon noir, des pardessus noirs (manteaux), des pantalons noirs, des manteaux circassiens gris clair (au lieu de pardessus), des bottes noires. Tous portaient la coiffure traditionnelle cosaque « en hareng » (une longue mèche de cheveux sur un crâne sinon rasé).

## Bannière
Le drapeau des Zaporogues noirs avait un bord biseauté avec l'image d'un trident sur la face avant avec l'inscription « 1er régiment de cavalerie des Zaporogues noirs ». Le revers de la bannière contenait l'image d'un crâne avec des os et l'inscription « L'Ukraine ou la mort »,.

## Hommages

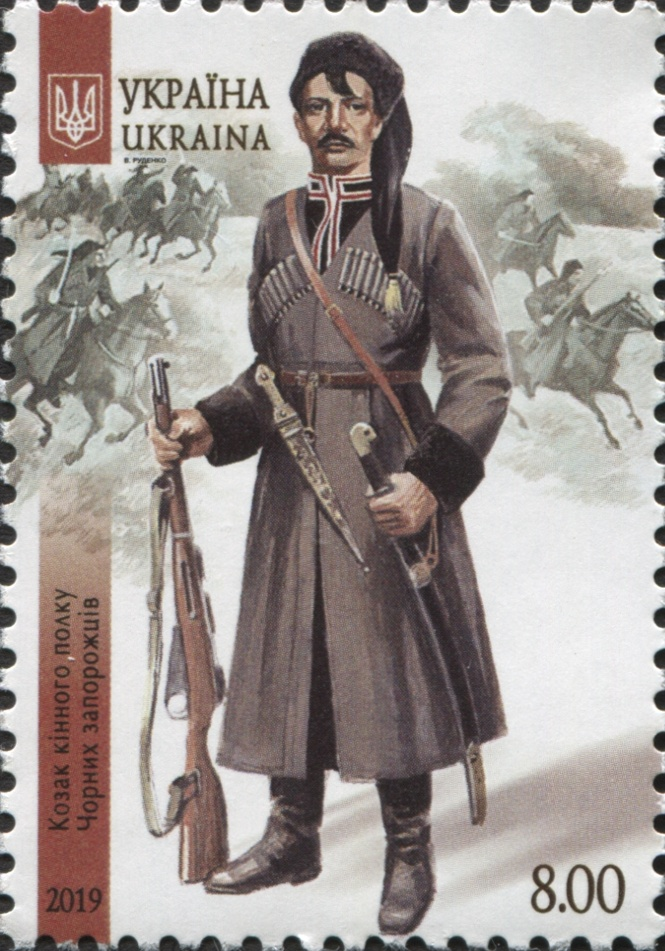
Timbre de 8 Hrivnas.

Le 24 août 2017, la 72e brigade mécanisée des Forces armées ukrainiennes reçoit leur nom, un timbre a été édité en 2019.
Le 8 juillet 2022, dans la ville de Brovary, dans la région de Kiev, la rue Korolenko, l'une des rues centrales, a été rebaptisée en l'honneur Zaporogues noirs. Le changement de nom est associé à la participation de la 72e brigade mécanisée à la défense de la ville lors des batailles de 2022,.
Le 28 juillet 2022, dans la ville de Bila Tserkva, dans la région de Kiev, une partie de la rue Levanevsky est rebaptisée rue Chornyi Zaporozhtsi.
Le 9 février 2023, dans la ville de Kropyvnytskyï, la rue Oleksandr Matrosov est rebaptisée rue des Zaporogues noirs.